# Pale ale
Pale ale er en overgæret, gylden øl med middel maltsødme, lav til middel frugtighed og middel bitterhed. Navnet har sin oprindelse i Storbritannien, hvor det også har vært brugt om øltyper som Bitter og Porter.
I Belgien kaldes denne øl Blonde, der som oftest har en endnu mere frugtig karakter end en britisk pale ale.
Pale Ale til mad passer blandt andet til:
- Rød fisk, som laks og ørred
- Kylling
- Svinekød
- Vegetarmad
- Omelet
- Ost
- Supper

Serveringstemperatur: 4 – 8 °C.